# Erqi
Erqi är ett stadsdistrikt i Zhengzhou i Henan-provinsen i norra Kina.
- Wikimedia Commons har media som rör Erqi.